# Hao Jin
Hao Jin (* 1977 in Zhejiang, China) ist ein chinesischer Koch und Gastronom in München. Er betreibt seit den 2000er Jahren das mehrfach ausgezeichnete chinesische Restaurant „Jin“ in der Münchner Altstadt.

## Leben
Hao Jin wurde in der chinesischen Provinz Zhejiang südlich von Shanghai geboren und kam 1992 nach München. Nach einer Ausbildung an der Hotelfachschule arbeitete er als Restaurantleiter in einem japanischen Lokal, bevor er 2002 die heutigen Räumlichkeiten übernahm, zunächst als japanisches Restaurant, später wandelte er das Konzept hin zu seinem eigenen Stil, den er „panasiatisch“ oder „Jin‑esisch“ nennt. Das Restaurant befindet sich in der Kanalstraße 14 nahe dem Isartor und bietet minimalistische, elegante Einrichtung mit dunklem Holz und roten Ledersitzen. Hao Jin fokussiert sich auf authentische südchinesische Küche mit japanischen Einflüssen und hochwertigen europäischen Zutaten, insbesondere Meeresfrüchte und Premium-Fleisch.
Hao Jin bezeichnet sich selbst als Autodidakt, der auf Intuition, Frische und traditionelle Chinesische sowie Japanische Kochmethoden setzt. Er verwendet keine Sättigungsbeilagen, sondern konzentriert sich auf den jeweiligen Hauptbestandteil des Gerichts. 

## Auszeichnungen und Bewertungen
- 2009: Aufnahme in den Gault-Millau mit 15 Punkten und zwei Hauben, 2010 gesteigert auf 16 Punkte[2].
- Erwähnung im Guide Michelin als herausragende Adresse für chinesische Küche in Deutschland[1][4].
- Bewertung durch Prinz: „zu den besten Münchens“; Fokus auf Perfektion und Produktfetischismus[5].
- Der Feinschmecker: „Authentisch chinesische Küche auf hohem Niveau, inspiriert von Patron Hao Jins südchinesischer Heimatregion Zhejiang“[6].

## Öffentliche Auftritte
Hao Jin trat in Fernsehsendungen wie Kitchen Impossible und The Taste auf, was seine Bekanntheit in Deutschland steigerte.